# Richard Starkings
Richard Starkings (Liverpool, ...) è uno scrittore e curatore editoriale britannico.
Ha iniziato l'attività nel settore editoriale all'interno della Marvel UK di Londra. Trasferitosi in California nel 1989 ha fondato lo studio Comicraft con John Roschell, insieme al quale ha innovato l'arte del lettering e l'approccio al design nel fumetto. È un pioniere del settore che ha introdotto negli anni novanta il lettering al computer.
I due autori hanno discusso dettagliatamente di queste innovazioni nel libro Comic Book Lettering The Comicraft Way, che è ormai un testo di riferimento nel settore.
Alla fine degli anni novanta Starking ha creato il personaggio di Hip Flask come mascotte per la linea di fumetti Comicraft.